# Tjeldsund
Tjeldsund é uma comuna da Noruega, com 317 km² de área e 1 448 habitantes (censo de 2004).         